# Deyao
Deyao (kinesiska: 德耀镇, 德耀) är en köping i Kina. Den ligger i provinsen Sichuan, i den sydvästra delen av landet, omkring 330 kilometer sydost om provinshuvudstaden Chengdu.
Genomsnittlig årsnederbörd är 1 152 millimeter. Den regnigaste månaden är juli, med i genomsnitt 200 mm nederbörd, och den torraste är januari, med 23 mm nederbörd.